# William Shakespeare Burton

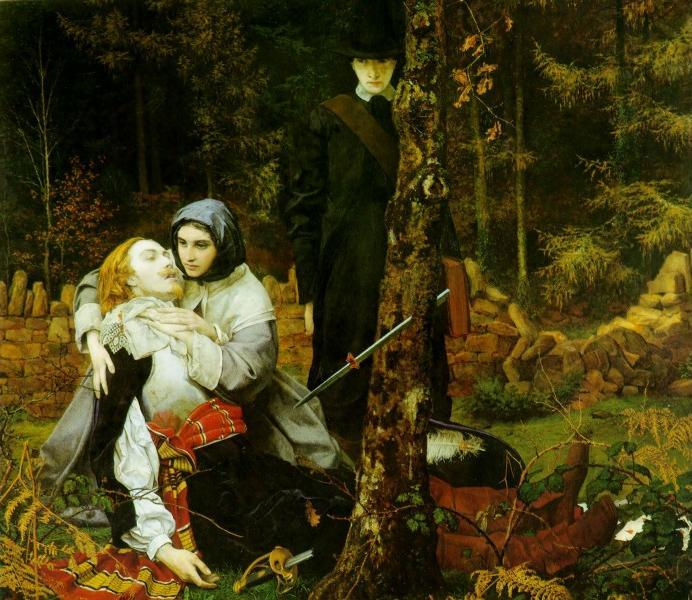
The Wounded Cavalier, 1855

William Shakespeare Burton (* 1. Juni 1824; † 26. Januar 1916) war ein englischer Genre- und Historien-Maler im Viktorianischen Zeitalter. Sein bekanntestes Werk ist The Wounded Cavalier (1855; siehe Bild).

## Leben
Burtons Großvater war ein Buchdrucker und sein Vater William Evans Burton ein Komödiant, der Erfolg in den Vereinigten Staaten hatte, nachdem er Frau und Sohn in London mit wenig Geld zurückgelassen hatte. Als Jugendlicher arbeitete Burton als Kopierer, der Kritiker Tom Taylor war sein Sponsor. Taylor verhalf Burton zu einer Anstellung bei der britischen Satire-Zeitschrift Punch. Dort schuf er Schriften für Illustrationen.
Zu dieser Zeit war Burton am King’s College London und an der Royal Academy School. Bei der letzteren gewann er 1852 eine Goldmedaille für ein Bild von Samson und Delilah. Obwohl krank und von persönlichen Schwierigkeiten geplagt, malte Burton bis in die 1880er Jahre weiter Bilder. Seine Frau Elizabeth Burton war die Autorin des Romans Ruling the Planets (1891).

## The Wounded Cavalier
Das Werk zeigt eine Szene des Englischen Bürgerkriegs von 1642 bis 1649: ein Königstreuer  liegt verwundet am Boden, die Klinge seines zerbrochenen Degens steckt in dem Baum neben ihm, während das von ihm zunächst noch in der Hand gehaltene Heft nun neben ihm liegt. Er wird von einem puritanischen Mädchen gestützt. Ihr Begleiter schaut nachdenklich auf beide herunter, eine Bibel in der Hand.
Um dieses Werk zu malen, soll Burton ein Loch gegraben haben, um Gras und die Farne aus der Nähe sehen zu können. Das Bild wurde an der Royal Academy of Arts 1856 gezeigt. 
The Wounded Cavalier zeigt den Einfluss von John Ruskin und der Präraffaeliten-Bewegung der 1850er-Jahre, später widmete er sein Leben dem Malen religiöser Bilder.